# Lawrence Morgan
Lawrence Robert Morgan, detto Laurie (Yea, 5 febbraio 1915 – Castlemaine, 15 agosto 1997), è stato un cavaliere australiano.

## Palmarès
| Anno | Manifestazione  | Sede | Evento               | Risultato |
| ---- | --------------- | ---- | -------------------- | --------- |
| 1960 | Giochi olimpici | Roma | Completo individuale | Oro       |
| 1960 | Giochi olimpici | Roma | Completo a squadre   | Oro       |